# Фауст, други део
Фауст, други део је други део трагедије Фауст коју је написао Јохан Волфганг Гете. Први пут је објављен 1832. године.
Само је део Фауста I директно повезан са легендом о Јохану Фаусту, која датира најкасније с почетка 16. века (и тиме претходи Марлоуовој драми). Подзаплет о „Грети”, иако данас најпознатија епизода легенде о Фаусту, Гете је сам измислио. У Фаусту II, легенда (бар у верзији из 18. века, која је доспела до Гетеа) већ је садржала Фаустов брак са Хеленом и сусрет са царем. У сваком случају, Гете веома слободно обрађује легендарни материјал у оба дела.

## Позадина
Гете је писао Фауста од 1771/1772. године и радио на њему све до своје смрти (1832), што значи да је на овој драми радио око 60 година. Попут Кристофера Марлоуа, Гете је црпео инспирацију из „народне књиге” о Фаусту. (Гете није читао Марлоуовог Доктора Фауста све до 1818. године, исте године када је поново почео да ради на другом делу своје драме.) Године 1831. завршио је дело, додајући завршну сцену петог чина. Одмах након што је завршио драму, запечатио је рукопис и закључао га у фиоку у својој канцеларији. Ипак, искушење да настави с радом било је снажно, па је извадио рукопис за приватно читање Отилији фон Гете и Јохану Петеру Екерману, при чему је унеколико измењао неке мање детаље. Након Гетеове смрти (22. марта 1832), други део драме објавили су Екерман и Фридрих Вилхелм Ример у првом тому Гетеових Постхумних дела.

## Радња

### Први чин
- Питом предео

Први чин почиње Аријеловим позивом на опроштај Фаусту и ублажавање тегоба његовог страдања.
- Престона дворана

Први чин приказује Мефистофела (у улози луде) како спасава царске финансије – а тиме и Свето римско царство – стварањем новца, уводећи у употребу папирни новац уместо злата како би подстакао потрошњу и економски опоравак.
- Пространа сала

Ово је далеко најобимнији део првог чина, који описује фирентински карневал из Гетеове перспективе, првенствено заснован на делу Tutti i trionfi Антонија Франческа Грацинија – збирци савремених „песама и оштрих шаљивих досетки”. Поворка фирентинских великодостојника, укључујући Дантеа и Ђанија Скикија, пролази поред.
- Парк

Цар описује колико је уживао у недавним свечаностима и жели још „таквих шала”. Он даје свој благослов папирном новцу који је Мефистофел увео, који је украшен сликама Симона Врача. Цар почиње да схвата његово значење и расипа га, као и његови саветници. Овде Гете сатирично приказује увођење папирног новца током Француске револуције, при чему различити саветници могу представљати Дантона, Сијеса и друге историјске личности.
Мрачна галерија
Фауст улази у „царство мајки” – које се различито тумачи као дубине психе или утробе – како би вратио „идеалну форму” лепоте за царево уживање. У овом случају, идеални облици су Хелена Тројанска и њен љубавник Парис. Фауст призива њихове духове из Хада, али цар и мушки дворјани критикују Парисов изглед, док жене критикују Хеленин изглед. Фауст се заљубљује у Хелену. У налету љубоморе према Парису, који сада отима Хелену, Фауст уништава илузију, а чин се завршава у тами и превирању.

### Други чин
Мефистофел транспортује несвесног Фауста у његову стару радну собу. Мефистофел, поново облачећи Фаустову мантију, наставља разговор са новопридошлим студентом, који је сада цинични бакалауреус. Хомункул, вештачко људско биће које је створио Вагнер, Фаустов бивши фамулус, алхемијским процесом, води Фауста и Мефистофела у „Класичну Валпургину ноћ”, где наилазе на богове и монструме из грчке антике. Фауста, који и даље трага за Хеленом, Манта води у подземни свет. Мефистофел, у међувремену, среће Форкиде, три одвратне вештице које деле један зуб и једно око, и он се прерушава у једну од њих. Вођен од стране морског бога Протеја, Хомункул почиње процес претварања у потпуно људско биће, али његова стаклена боца се разбија и он умире.

### Трећи чин
Трећи чин почиње доласком Хелене у Менелајев двор у Спарти, уз пратњу жена које, као у класичној драми, чине хор. Ужасна Форкида се појављује и упозорава Хелену да Менелај намерава да је жртвује заједно са њеним пратитељкама. Узнемирена овим новим сазнањем, Хелена моли Форкиду да их спаси. Форкида транспортује Хелену и хор у Фаустову тврђаву, где Хелена и Фауст изјављују своју љубав једно другом. Након што победи Менелајеву војску, Фауст проглашава пасторалну лепоту аркадијске природе.
Сцена се мења у времену и простору: низ стеновитих пећина, са сеновитом гајем који се протеже до дна стена. Форкида, сада Фаустова и Хеленина слушкиња, објашњава недавно пробуђеном хору да су током претходног интервала Фауст и Хелена добили разиграног сина по имену Еуфорион, који све осваја својом лепотом и даром за музику. Дивљи Еуфорион, постајући све храбрији у свом летењу, пада у смрт (алузија на Икара), након чега тужна Хелена нестаје у магли ка Хаду (алузија на легенду о Орфеју). Хор жена, не желећи да се придруже својој господарици у подземљу, враћа се природи, коју хвале у песмама. Како се чин завршава, открива се да је Форкида у ствари прерушени Мефистофел.

### Четврти чин
У четвртом чину, Фауст се налази одведен са Аркадије на врх једне планине у Немачкој. Посматрајући облак који се раздваја на два дела, он препознаје у једном делу Хелену, а у другом Грету. Облак у облику Хелене креће на исток, док облак налик на Грету иде ка небесима. Тада се Мефистофел, који је напустио свој грчки изглед, поново придружује Фаусту. Мефистофел покреће геогностичку расправу о генези Земљине површине, а посебно о планинском региону ове сцене. Након тога, Фауст износи као свој нови виши циљ да жели да поново освоји нове земље. Иза његове жеље стоји идеја да контролише елементе или чак да покори природу. Након тога, Фауст се фокусира на контролу мора, одакле поново осваја нову земљу уз помоћ брана и дренажних канала. Међутим, избија рат између цара и његовог ривала, чиме су Фаустови планови прекинути. Мефистофел доводи три силна јунака, Смеломлата, Брзограба и Чврстодржа, који треба да помогну у сузбијању побуне и остварењу Фаустовог амбициозног пројекта. Уз помоћ три силна јунака, Фауст односи победу за цара. Три силна јунака приказују сумњиве понашање као разбојници, што баца дугу сенку на њихове будуће услуге. Као награду за своје војне услуге, Фауст добија земљу на обали мора, којом треба да управља.

### Пети чин
Неодређени временски период је прошао од краја претходног чина, и Фауст је сада стари али моћни владар, царев миљеник. Користећи насипе и бране да сузбије море, Фауст је изградио замак на освојеној земљи. Када угледа колибу старог брачног пара (Баукиде и Филемона) и оближњу капелу, Фауст се изнервира што те две грађевине не припадају њему, те наређује да их уклоне. Мефистофел претера у извршењу Фаустових наредби и убија старце. Персонализација Бриге дахће на Фаустове очи, те он постаје слеп. Када открије своје планове за побољшање живота својих поданика, можда под утицајем осећања кривице, препознаје тренутак чисте среће, који жели да продужи, и пада мртав. Мефистофел верује да је Фауст изгубио опкладу и покушава да узме његову душу. Анђели изненада долазе, бацајући латице ружа на демоне који беже од њих. Иако је Мефистофел добио опкладу са Фаустом, он је изгубио опкладу са Богом, коју је направио у прологу првог дела, да се човек може одвратити од праведних дела. Мефистофел остаје на свом месту, међутим, и под афродизијачким утицајем ружа, жуди за анђелима који, у међувремену, односе Фаустову душу.
Сцена се изненада мења у дивљину насељену светим анахоретима: „Планински кланци, шума, стена, пустиња”. Pater Profundus открива параболу природе, која је предсказање божанске љубави. Анђели који носе Фаустову душу појављују се на небу. Након што занесен доктор Маријанус хвали Вечну Женственост, Девица Марија, Mater Gloriosa, појављује се са висина. Три библијске свете жене, Magna Peccatrix (Велика Грешница, Лука 7:36), Mulier Samaritana (Самарићанка, Јован 4), и Maria Aegyptiaca (Марија Египћанка), моле се за Фаустову душу, док Una Poenitentium (раније позната као Грета), такође молећи за милост, нуди да одведе поново рођеног Фауста у више нивое неба. Mater Gloriosa испуњава њену жељу.
Chorus Mysticus завршава драму:
Дубље се знамење скрива

за свим што пролазно ходи;

овде пун догађај бива

што непотпуно се роди;

приповест неизречена

овде се згоди;

женственост вечна

увис нас к себи води.

## Античке паралеле
Последње речи изговара Chorus Mysticus, то јест, хор повезан са мистеријама, који алудира на „неизречени” процес у коме „женственост вечна нас к себи води”. Ово подсећа више на древне мистеријске религије, посебно мистерије Изиде, пре него на хришћански мистицизам. У древним обредима иницијације у мистерије богиње Изиде, иницијант је био вођен невербалним процесом познатим као „епоптеја”. Последње речи Гетеовог Фауста II подсећају на „епоптеју”, која је невербалан и неописив процес, повезан са чулом вида.
Слично томе, неколико редова раније, Фауст моли анђеле за визију Краљице неба.
Највиша владарко света!

Дај да испод сјајне

купе неба разапета

сазрем твоје тајне!
У исто време, у својим последњим речима, Фауст се моли Mater Gloriosa-и користећи титуле „девица, мајка, краљица”, као и „богиња”. Ово превазилази традиционално хришћанско учење, јер иако је „краљица неба” хришћанска титула за Девицу Марију, хришћанске цркве не одобравају њено називање „Богињом”, што би наглашавало политеизам.
Међутим, у мистеријама Изиде, богиња је заиста била позивана титулом „краљица неба” – као што је приказано у Апулејовом Златном магарцу, важном извору за савремено разумевање древних мистеријских религија. Главни јунак Златног магарца почиње своју молитву „богињи” називајући је „краљицом Неба”.
Апулеј такође назива Изиду „мајком све природе... чија се једина божанска природа обожава у различитим облицима, са различитим обредима, под многим именима, широм света”. Гете евоцира овај мотив архетипске „мајке природе”, на пример на почетку Фауста I, када доктор Фауст природу назива „богињом под велом”, што је јасна референца на древну Изиду под велом, која је такође била идентификована као богиња и мајка природе.